# Lygdamis wirtzi
Lygdamis wirtzi är en ringmaskart som beskrevs av Nishi och Nunez 1999. Lygdamis wirtzi ingår i släktet Lygdamis och familjen Sabellariidae. Inga underarter finns listade i Catalogue of Life.